# مضحي المعصب
مضحي نزال رشيد المعصب نائب سابق في مجلس الأمة الكويتي، وهو أخ النائب السابق خالد نزال المعصب.

## السيرة البرلمانية
شارك في انتخابات مجلس الأمة الكويتي 1963 في الدائرة الرابعة، وحصل على 563 صوت وحل بالمركز الثالث وفاز بالانتخابات، ولكنه استقال من مقعده مع مجموعة من الاعضاء الذي كان يطلق عليهم وقتها القوميين العرب وذلك في تاريخ 28 ديسمبر 1965، وذلك بسبب وضع الحكومة لقوانين غير ديمقراطية، وقد تم انتخاب أعضاء بدلاء لهم موالين للحكومة.